# America, America
America, America is een Amerikaanse dramafilm uit 1963 onder regie van Elia Kazan en gebaseerd op zijn eigen boek. De film won een Academy Award voor beste art direction en was genomineerd voor beste film, regisseur en scenario. De film werd in 2001 opgenomen in het National Film Registry.

## Rolverdeling
| Acteur            | Personage               |
| ----------------- | ----------------------- |
| Stathis Giallelis | Stavros Topouzoglou     |
| Frank Wolff       | Vartan Damadian         |
| Elena Karam       | Vasso Topouzoglou       |
| Lou Antonio       | Abdul                   |
| John Marley       | Garabet                 |
| Estelle Hemsley   | Grootmoeder Topouzoglou |